# 稲見哲男
稲見 哲男（いなみ てつお、1948年7月20日 - ）は、日本の元政治家。
衆議院議員（2期）、総務大臣政務官（野田第2次改造内閣・野田第3次改造内閣）を務めた。

## 来歴
京都府宇治市に生まれ、3歳の時に大阪府大阪市へ移り住む。大阪星光学院高等学校卒業。高校卒業後は大阪市役所に就職し、大阪市職員労働組合に加入。1986年から1996年まで10年間にわたり大阪市職労副委員長を務め、組合活動・市民運動に取り組む。市職員時代は日本社会党及びその後継政党である社会民主党の党員であった。
1996年、第41回衆議院議員総選挙に際して社民党を離党し、旧民主党に入党して同党公認で大阪5区から出馬するが、新進党現職の谷口隆義、日本共産党現職の東中光雄、自由民主党新人の中山泰秀に得票数で後塵を拝し、得票数最下位で落選。
2000年の第42回衆議院議員総選挙にも民主党公認で大阪5区から出馬するが、再び公明党現職（自民党・保守党推薦）の谷口に敗れた。
2003年の第43回衆議院議員総選挙でも大阪5区では落選したが、重複立候補制度していた比例近畿ブロックで復活し、初当選した。
2005年の第44回衆議院議員総選挙では郵政解散による自民党への強い追い風に加え、大阪市職員を自身の秘書に登用していた「ヤミ専従」が問題視され、比例復活も叶わず落選した。
2009年の第45回衆議院議員総選挙では初めて大阪5区で当選し、4年ぶりに国政に復帰した。
2010年9月29日、中国建国記念レセプションに出席した。
2011年12月14日に日本軍『慰安婦』問題解決全国行動が開催した韓国水曜デモ1000回アクション in Tokyoに参加した。
2012年7月6日、野田第2次改造内閣において、野田佳彦首相の消費税増税の方針に反発して辞任した福田昭夫の後任の総務大臣政務官に就任。
同年12月の第46回衆議院議員総選挙には出馬せず、政界を引退した。引退後は民主党や民進党で党大阪府連顧問を務めた。

## 政策
- 選択的夫婦別姓制度導入に賛成[7]。

## 所属していた団体・議員連盟
- リベラルの会
- アムネスティ議員連盟
- 人権政策推進議員連盟
- 「共謀罪」に反対する超党派国会議員と市民の集い（呼びかけ人）[8]
- 恒久平和のために真相究明法の成立を目指す議員連盟

## 脚註
1. ↑  大阪市職、民主・稲見衆院議員の秘書2人に給与　「献金」批判も　2009年12月7日 産経新聞
2. ↑  中国建国記念レセプション　日本の議員50人出席もあいさつなし - MSN産経ニュース
3. ↑  “韓国水曜デモ1000回アクション”. 週刊金曜日オンライン (2012年1月20日). 2021年3月28日閲覧。
4. ↑  “韓国水曜デモ1000回アクション 東京行動 報告”.   日本軍『慰安婦』問題解決全国行動. 2021年3月28日閲覧。
5. ↑  【衆院選】長男は維新府議…自民の西野元副大臣が引退　大阪、民主の稲見元政務官も - MSN産経ニュース
6. ↑  “役員情報”.  民進党. 2016年10月22日時点のオリジナルよりアーカイブ。2016年10月22日閲覧。
7. ↑  mネット、2004年2月　国会議員への民法改正に関するアンケート
8. ↑  「共謀罪」に反対する超党派国会議員と市民の集い